# Oedaspis quinquiefasciata
Oedaspis quinquiefasciata är en tvåvingeart som beskrevs av Becker 1908. Oedaspis quinquiefasciata ingår i släktet Oedaspis och familjen borrflugor.
Artens utbredningsområde är Kanarieöarna. Inga underarter finns listade i Catalogue of Life.